# Librado Basilio
Librado Basilio Juárez (Coscomatepec de Bravo, 22 de diciembre de 1918-Xalapa-Enríquez, 5 de junio de 1994) fue un poeta, escritor y filósofo, ingresó al Seminario de Veracruz. En 1933 viajó a Italia para continuar sus estudios. En 1937 regresó a México. Tomó algunos cursos en la Escuela Libre de Derecho y en la Facultad de Letras modernas de la Universidad Veracruzana. Fue docente en el Seminario Mayor, Colegio Preparatorio, Facultad de Letras Modernas de la UV y Seminario de Xalapa; fundador de El Caracol Marino y Revista de la Universidad Veracruzana. Traductor del latín, griego e italiano.

## Biografía
Nació un 22 de diciembre de 1918, Fueron sus padres Teodoro Basilio y Felipa Juárez, en la villa de San Juan Coscomatepec. Sus primeros años los vivió en el hogar; en el barrio de Ixtiuca del mismo lugar, en una vivienda situada en la esquina de las calles de Aldama y Doctor Miguel Domínguez, antiguamente Guillermo Prieto en el centro de Coscomatepec.
Ingresa al seminario en tiempos del V Obispo de Veracruz, hoy San Rafael Guízar y Valencia, para el año de 1933, es enviado a estudiar a la ciudad de Roma, donde permanece por espacio de cuatro años y retorna al país. Se incorpora a la Facultad de Filosofía y Letras de la Universidad Nacional Autónoma de México como docente y regresa a su natal Veracruz. Por espacio de 56 años fue profesor del Seminario Mayor de la Arquidiócesis de Xalapa, cientos de seminaristas fueron sus alumnos, muchos de ellos logran ordenarse como presbíteros.
En la Universidad Veracruzana dejó huella como docente en la carrera de Filosofía y Letras y como editor de la revista de la propia Universidad, escribió el himno de la universidad, con música de Mateo Oliva. Varias obras suyas fueron editadas con el sello editorial de la UV. En la antigua Unidad de Humanidades, un salón de actos lleva su nombre.
Por espacio de 18 años fue director del Colegio Preparatorio de Xalapa, fundado en 1843, por Antonio María de Rivera, entre los años de 1957, bajo la rectoría de don Gonzalo Aguirre Beltrán, hasta 1975 estuvo como director. Miles de jóvenes fueron sus alumnos en las materias de latín y griego. La Biblioteca Histórica del Colegio lleva su nombre. En la colonia Lucas Martín, una calle también lleva su nombre, como homenaje del Ayuntamiento de Xalapa.
También tiene participación en la vida social del Estado, es fundador de la asociación civil: Patria y Cultura, en 1978, participa en la fundación del Instituto “Francisco Xavier Alegre”. Participa en los consejos consultivos de la recién creada Comisión Estatal de Derechos Humanos del Estado de Veracruz, decretada por el gobernador Dante Delgado.
El Dr. José Benigno Zilli Manica, su discípulo escribió: Librado Basilio compuso también una obra poética personal, breve y discreta, que ha recibido la aprobación de muchos entendidos: Canciones de un amor adolescente (Xalapa, Editorial Sofía, 1956), Amor diverso y uno (Xalapa, editorial Sofía, 1960), Himnario y Confesión de amor (Xalapa, Universidad Veracruzana, 1985). Su poesía fue publicada en un volumen titulado Poesía Original y Traducciones griegas, latinas e italianas en la colección Manantial en la Arena dirigida por Ángel José Fernández. En la misma colección y el mismo año apareció Poesía Italiana Moderna con traducciones de los poetas italianos que Basilio admiraba con gran devoción, entre muchas otras obras.
Librado Basilio Juárez falleció el domingo 5 de junio de 1994 en Xalapa, Veracruz

## Obra
Obra Literaria publicada de Librado Basilio Juárez .

### Poesía
- Canciones de un amor adolescente y otros poemas  (1956)
- Amor diverso y uno (1960)
- Himnario y confesión de amor  (1985)
- Poesía (2005)

### Antología
- Poesía original y traducciones griegas, latinas e italianas  (Universidad Veracruzana / Centro de Investigaciones Lingüístico-Literarias.1988)
- Poesía italiana Moderna  (Universidad Veracruzana Manantial en la arena 1988)